# Eiffel 65
Az Eiffel 65 egy olasz elektronikus együttes, melynek tagjai Jeffrey Jey, Maurizio Lobina, és Gabry Ponte. Világhírnévre a Blue (Da Ba Dee) és a Move Your Body című slágerekkel tettek szert 1999-ben, valamint az azt követő debütáló albumukkal, az Europop cíművel. A dalok sok országban első helyezést értek el a slágerlistán, míg az album az amerikai Billboard 200-as listán a 4. helyezés volt. Következő két albumuk a 2001-ben megjelent Contact! és a 2003-as Eiffel 65 világszerte nem volt annyira sikeres, azonban Olaszországban sikerült sikereket elérniük. 
Karrierjük során a csapat 2000-ben a World Music Awards díjkiosztón a világ legtöbb lemezét eladó olasz együttes kategóriában díjat nyertek, valamint az Egyesült Államokban, Los Angelesben jelölték őket az amerikai rádiókban legtöbbet játszó dal kategóriában, valamint a "Blue (Da Ba Dee)" című dalt Grammy-díjra is jelölték a legjobb táncdal kategóriában. A Channel 4 az "Europop" című albumukat a 90-es évek legjobb albumának titulálta. Az Eiffel 65 számos előadó dalát remixelte, valamint felvették az "One Goal" című dalt, mely a 2000-es labdarúgó-Európa-bajnokság egyik hivatalos dala volt, valamint a "Living In My City" című dalt is, mely a 2006-os téli olimpia dala volt. A több mint 20 millió eladással büszkélkedő együttes  Olaszország egyik legnépszerűbb együttese, akik eladásaikkal számos arany, és platina helyezést begyűjtöttek. 
2005-ben Gabry Ponte távozott a csapatból, hogy egyéni karrierjére koncentráljon, majd ugyanebben az évben a megmaradt tagok Jeffrey Jey és Maurizio Lobina Bloom 06 néven új együttest alapítottak. 2010-ben az eredeti csapat újraegyesült.

## Előzmények

### A formáció
Randone, Ponte és Lobina a Bliss Team nevű együttesben találkoztak először, melyet 1992-ben Massimo Gabutti alapított. Az Eiffel nevet egy számítógép véletlenszerűen választotta ki három lehetséges együttesnév közül, de a 65 számot tévesen adták hozzá. A producer egy telefonszámot írt egy papírra, és ennek a számnak a két számjegye átmásolódott egy papírra. Ami úgy nézett ki, mintha utólag írták volna az Eiffel névhez. A grafikus aki a zenekar logóját tervezte, így beleolvasztotta a zenekar nevéhez a számokat, és így jelent meg az nevük.

### 1996–2005
Az Eiffel 65 a Blue (Da Ba Dee) és Move Your Body című dalokkal lett híres, és a dalok nemzetközi sikereket értek el, valamint számos slágerlistára felkerültek. Mindkét dal az Europop című debütáló albumon található, mely 1999. november 22-én jelent meg. 
Az együttes jelentős sikereket ért el Olaszországban, és Európa többi részén is. Az Egyesült Államokban, Kanadában és Ausztráliában is sikeresek voltak, így az album Top 5-ös helyezés volt a Billboard 200, valamint a kanadai slágerlistán is. A "Blue (Da Ba Dee)" az amerikai Billboard Hot 100-as listán a 6. helyezést érte el, míg az Egyesült Királyságban,  és Németországban első helyezett volt. Az olasz slágerlistán pedig a 3. helyre került. Második albumuk a Contact! 2001-ben jelent meg, mely 9. helyre került Olaszországban. 2003-ban harmadik Eiffel 65 című albumuk jelent meg. 
Az együttes 1999 és 2002 között számos más előadóknak készített remixeket, mint például a Bloodhound Gang "The Bad Touch" remixe, vagy Nek slágere a "La vita é", illetve az S Club 7 "Reach" című dala. 2005-ben Yo Yo Mundi dalát a "L'ultimo testimone" című dalát remixelték.

### Bloom 06
2005. március elején Gabry Ponte elhagyta az együttest, hogy szólókarrierjére koncentráljon. 2005. május 16-án a fennmaradó tagok Maurizio Lobina, és Jeffrey Jey úgy döntöttek hogy szakítanak a Bliss Corporationnal, de mivel az "Eiffel 65" név a Bliss Corporation tulajdonát képezte, így a duó új név alatt folytatja zenei karrierjét, melyet 2005 júniusában jelentettek be.
Az Eiffel 65 régóta várt negyedik albuma Crash Test 01 cím alatt jelent meg 2006. október 13-án, melyen angolul és olaszul énekelnek.

## Tagok
- Jeffrey Jey (eredeti neve: Gianfranco Randone) (Lentini, Szicília, 1970. január 5. – ) – énekes
- Maury Lobina (régi neve: Apollo, eredeti neve: Maurizio Lobina) (Asti, Olaszország, 1973. október 30. – ) – billentyűs, gitár.
- Gabry Ponte (eredeti neve: Gabriele Ponte) (Torino, Olaszország, 1973. április 20. – ) – lemezlovas, DJ

## Diszkográfia

### Albumok
- 1999 – Europop (US #4, kétszeres platinalemez)
- 2001 – Contact!
- 2003 – Eiffel 65 (olasz nyelvű)
- 2004 – Eiffel 65: 2 CD's (1. lemez: Eiffel 65, 2. lemez: Eiffel 65 – angol)
- 2006 – Crash Test 01 (Bloom 06 név alatt)
- 2008 – Crash Test 02 (Bloom 06 név alatt)
- 2010 – ? (október elején új single, év végén új album, újra Eiffel 65 név alatt)

### Dalok
- 1998 – Blue (Da Ba Dee)
- 1999 – Too Much of Heaven
- 1999 – Move Your Body
- 2000 – One Goal
- 2001 – Back in Time
- 2001 – Lucky (In My Life)
- 2002 – 80’s Stars
- 2002 – Cosa resterá (In a Song)
- 2003 – Quelli che non hanno etá
- 2003 – Viaggia Insieme a Me
- 2003 – Una notte e forse mai piú
- 2004 – Tu Credi
- 2004 – Voglia di Dance All Night
- 2016 – Panico / Critical
- 2020 – Auto Blu (feat. Shiva)

#### Promóciós munkák
- 2000 – My Console
- 2002 – Losing You
- 2002 – Elephants in Amsterdam

## Érdekesség
- Az I'm Blue című szám valójában nagy százalékban a szomorúságról, bánatról szól a kék szín mellett, amire a dallama is utal. Ugyanis a „blue” szó első közismert jelentése a kék, de mellette azt is jelenti, hogy szomorú.